# PC World
PC World — ежемесячный журнал о компьютерных технологиях, издававшийся International Data Group с 1983 по 2013 год. Начиная с августа 2013 года печатная версия журнала была прекращена, а редакция журнала полностью перешла на онлайн-формат. Статьи журнала освещали широкий спектр вопросов развития аппаратного и программного обеспечения персональных компьютеров, серверов и рабочих станций, и их применения как в потребительских условиях, так и на предприятиях. Ориентировалась на читателей различной квалификации. Публиковала новости рынка информационных технологий, аналитические статьи, сообщения о крупнейших выставках, обзоры и советы.

## История
Журнал был анонсирован на выставке COMDEX в ноябре 1982 года и в начале назывался «Personal Computer World». Журнал несколько раз перепродавался издательствами, включая VNU и Ziff Davis Publishing.
В феврале 1999 года журнал издавался рекордным тиражом в 1 млн экземпляров, на тот момент — первый и единственный журнал, посвящённый компьютерной тематике, добившийся таких показателей.
В 2013 году владелец журнала издательство International Data Group объявило, что PC World прекращает тридцатилетнее издательство журнала в печатном виде. Августовский номер 2013 года стал последним номером PC World, отпечатанном на бумаге. Дальнейшую активность редакция журнала перевела в онлайн.

## Региональные версии
Региональные версии PC World были доступны в 51 странах, иногда под локализованным именем.

### Мир ПК (Россия)
В России журнал издавался под названием «Мир ПК» издательством «Открытые системы» по лицензии International Data Group. Первый номер вышел в октябре 1988 года в виде сборника под названием «В мире персональных компьютеров», объемом 160 черно-белых страниц (за исключением обложки и рекламных страниц) и тиражом 50 тыс. экземпляров. Выпуск журнала был прекращён в 2016 году по финансовым причинам.